# Erzbistum Ferrara-Comacchio
Das Erzbistum Ferrara-Comacchio (lat.: Archidioecesis Ferrariensis-Comaclensis, ital.: Arcidiocesi di Ferrara-Comacchio) ist eine in Italien gelegene Erzdiözese der römisch-katholischen Kirche in der Kirchenregion Emilia-Romagna mit Sitz in Ferrara.

## Sitz von Ferrara
Das Bistum Ferrara wurde bereits im 4. Jahrhundert begründet. Im Jahr 1735 wurde es zum Erzbistum erhoben. 1986 wurde es mit dem Bistum Comacchio vereinigt und damit zum Erzbistum Ferrara-Comacchio. Obwohl Erzbistum, ist es eine Suffragandiözese des Erzbistums Bologna.

## Sitz von Comacchio
Es ist schwierig, den Ursprung der Diözese Comacchio zu datieren, auch wenn Wissenschaftler die Gründung einstimmig dem 6. Jahrhundert zuschreiben. Der erste historisch dokumentierte Bischof ist Vincenzo. Auf einem in der Stadtkathedarle entdeckten Grabstein, die zur Zeit des Erzbischofs Felice aus Ravenna, also zwischen 708 und 724, gebaut wurde, wird er als primus episcopus civitatis Cumiacli bezeichnet.
Die Diözese war lange Zeit, seit Beginn ihrer Geschichte, Suffragan der Erzdiözese Ravenna. Während der napoleonischen Zeit wurde sie Teil der neu gegründeten kirchlichen Provinz Ferrara, aber 1815 kehrte sie dann als Suffraganbistum zur Kirchenprovinz Ravenna zurück. Im Dezember 1976 wurde die Diözese Teil der Kirchenprovinz Bologna.
Am 18. Mai 1965 wurde mit der Bulle Pomposiana Abbatia von Papst Paul VI. dem Bischof von Comacchio der Titel Abt von Pomposa verliehen.

## Weblinks

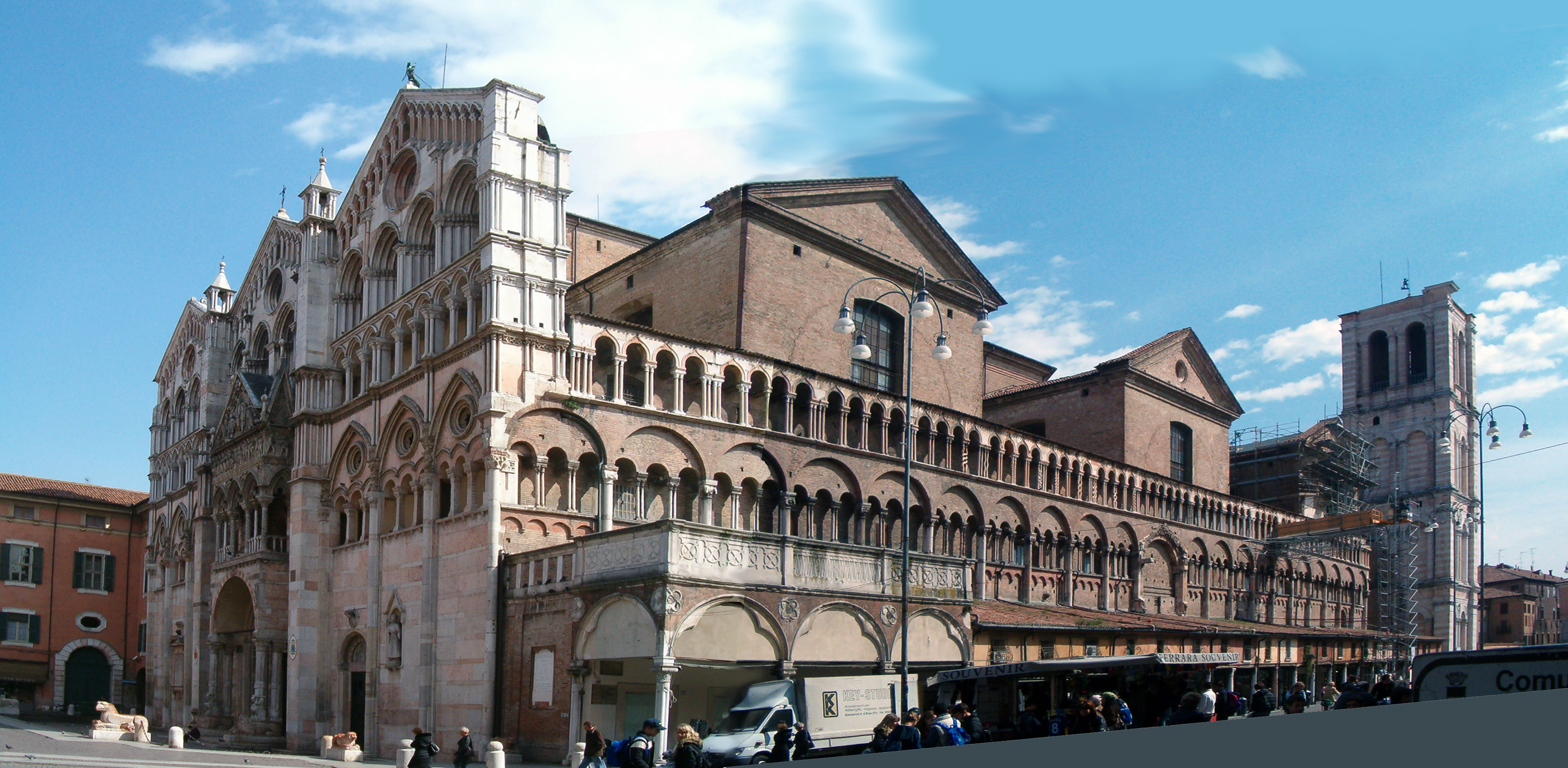
Kathedrale San Giorgio in Ferrara